# Diplectrona scabrosa
Diplectrona scabrosa är en nattsländeart som beskrevs av Banks 1937. Diplectrona scabrosa ingår i släktet Diplectrona och familjen ryssjenattsländor. Inga underarter finns listade i Catalogue of Life.